# Władcy Bawarii
Władcy Bawarii – na tej stronie znajduje się lista wszystkich władców państwa Bawaria.
Bawaria początkowo była księstwem, a jej książęta przez stulecia byli jednocześnie elektorami Rzeszy. Po rozpadzie Świętego Cesarstwa Rzymskiego władcy Bawarii od 1806 nosili tytuły królów, aż do 1918 r. Obecnie Bawaria jest krajem związkowym (niem. Bundesland) w ramach Republiki Federalnej Niemiec.

## Książęta Bawarii 548–899

### Agilolfingowie
| #  | Imię                 |  | Urodzony | Zmarł              | Czas rządów | Rodzice                           |
| -- | -------------------- |  | -------- | ------------------ | ----------- | --------------------------------- |
| 1  | Garibald I           |  | ???      | ???                | 548–591     | ???                               |
| 2  | Tassilo I            |  | 560      | 610                | 591–610     | Garibald I Waldrada               |
| 3  | Garibald II          |  | 585      | 625                | 610–625     | Tassilo I ???                     |
| 4  | Theodo               |  | ok. 625  | 11 grudnia ok. 716 | 680–716     | ??? Fara Bawarska                 |
| 5  | Theodbert Theudebert |  | ok. 685  | ok. 719            | 716–719     | Theodo Folchaida                  |
| 6  | Theobald Theudebald  |  | ???      | 717/719            | 716–717/719 | Theodo Folchaida                  |
| 7  | Tassilo II           |  | ???      | ok. 719            | 716–719     | Theodo Folchaida                  |
| 8  | Grimoald             |  | ???      | 725                | 716–725     | Theodo Folchaida                  |
| 9  | Hugbert              |  | ???      | 736                | 725–736     | Theudebert Regintruda             |
| 10 | Odylon               |  | ???      | 18 stycznia 748    | 736–748     | Godfryd Bawarski ???              |
| 11 | Tassilo III          |  | 742      | 11 grudnia 794     | 748–788     | Odylon (książę bawarski) Hiltruda |

### Karolingowie
| #  | Imię                                 |  | Urodzony                            | Zmarł                                  | Czas rządów | Rodzice                                      |
| -- | ------------------------------------ |  | ----------------------------------- | -------------------------------------- | ----------- | -------------------------------------------- |
| 12 | Karol Wielki Karl der Große          |  | 1 kwietnia 747 Herstal              | 28 stycznia 814 Akwizgran              | 788–814     | Pepin Krótki Bertrada z Laonu                |
| 13 | Ludwik Pobożny Ludwig der Fromme     |  | czerwiec 778 Casseuil-sur-Garonne   | 20 czerwca 840 Ingelheim               | 814–815     | Karol Wielki Hildegarda Sabaudzka            |
| 14 | Lotar I Lothar I                     |  | 795 Altdorf                         | 2 marca 855 Prüm                       | 815–817     | Ludwik I Pobożny Ermengarda z Hesbaye        |
| 15 | Ludwik Niemiecki Ludwig der Deutsche |  | 804                                 | 28 sierpnia 876 Frankfurt              | 817–865     | Ludwik I Pobożny Ermengarda z Hesbaye        |
| 16 | Karloman Karlmann                    |  | 830                                 | 29 listopada 880                       | 864–880     | Ludwik II Niemiecki Emma Bawarska            |
| 17 | Ludwik Młodszy Ludwig der Jüngere    |  | 835                                 | 20 stycznia 882 Frankfurt              | 880–882     | Ludwik II Niemiecki Emma Bawarska            |
| 18 | Karol Otyły Karl der Dicke           |  | 13 czerwca 839 Neidingen            | 13 stycznia 888 Neidingen              | 882–887     | Ludwik II Niemiecki Emma Bawarska            |
| 19 | Arnulf z Karyntii Arnulf von Kärnten |  | 850                                 | 8 grudnia 899 Regensburg               | 887–899     | Karloman (król wschodniofrankijski) Litwinda |
| 20 | Ludwik Dziecię Ludwig das Kind       |  | wrzesień/październik 893 Altoetting | 20/24 września 911 Frankfurt nad Menem | 900–911     | Arnulf z Karyntii Oda                        |

## Książęta Bawarii 889–1253

### Luitpoldingowie
| # | Imię                            |  | Urodzony | Zmarł                   | Czas rządów | Rodzice                       |
| - | ------------------------------- |  | -------- | ----------------------- | ----------- | ----------------------------- |
| 1 | Luitpold                        |  | ???      | 4 lipca 907 Preszburg   | 889–907     | ???                           |
| 2 | Arnulf I Zły Arnulf I. der Böse |  | ok. 886  | 14 lipca 937 Regensburg | 907–937     | Luitpold Kunegunda ze Szwabii |
| 3 | Eberhard                        |  | ok. 912  | po 940                  | 937–938     | Arnulf I Zły ???              |
| 4 | Bertold Berthold                |  | ok. 900  | 23 listopada 947        | 938–947     | Luitpold Kunegunda ze Szwabii |

### Ludolfingowie
| # | Imię                                      |  | Urodzony           | Zmarł                       | Czas rządów | Rodzice                                   |
| - | ----------------------------------------- |  | ------------------ | --------------------------- | ----------- | ----------------------------------------- |
| 5 | Henryk I Heinrich I                       |  | 919/921 Nordhausen | 1 listopada 955 Pöhlde      | 947–955     | Henryk I Ptasznik Matylda von Ringelheim  |
| 6 | Henryk II Kłótnik Heinrich II. der Zänker |  | 951                | 28 sierpnia 995 Gandersheim | 955–976     | Henryk I (książę Bawarii) Judyta Bawarska |
| 7 | Otton I Otto I                            |  | 955                | 1 listopada 982 Lucca       | 976–982     | Ludolf (syn Ottona I) Ida Szwabska        |

### Luitpoldingowie
| # | Imię                            |  | Urodzony | Zmarł              | Czas rządów | Rodzice                      |
| - | ------------------------------- |  | -------- | ------------------ | ----------- | ---------------------------- |
| 8 | Henryk III Młodszy Heinrich III |  | 940      | 5 października 989 | 982–985     | Bertold (książę Bawarii) ??? |

### Ludolfingowie
| # | Imię                                      |  | Urodzony              | Zmarł                       | Czas rządów | Rodzice                                   |
| - | ----------------------------------------- |  | --------------------- | --------------------------- | ----------- | ----------------------------------------- |
| 6 | Henryk II Kłótnik Heinrich II. der Zänker |  | 951                   | 28 sierpnia 995 Gandersheim | 985–995     | Henryk I (książę Bawarii) Judyta Bawarska |
| 9 | Henryk II Święty Heinrich IV. der Heilige |  | 6 maja 973 Hildesheim | 13 lipca 1024 Grona         | 995–1005    | Henryk II Kłótnik Gizela Burgundzka       |

### Luksemburgowie
| #  | Imię                |  | Urodzony | Zmarł          | Czas rządów | Rodzice                                            |
| -- | ------------------- |  | -------- | -------------- | ----------- | -------------------------------------------------- |
| 10 | Henryk V Heinrich V |  | 960      | 27 lutego 1026 | 1005–1026   | Zygfryd I (hrabia Luksemburga) Jadwiga von Nordgau |

### Dynastia salicka
| #  | Imię                  |  | Urodzony                        | Zmarł                       | Czas rządów | Rodzice                                    |
| -- | --------------------- |  | ------------------------------- | --------------------------- | ----------- | ------------------------------------------ |
| 11 | Henryk VI Heinrich VI |  | 29 października 1017 Oosterbeek | 5 października 1056 Bodfeld | 1026–1041   | Konrad II (cesarz rzymski) Gizela Szwabska |

### Luksemburgowie
| #  | Imię                    |  | Urodzony | Zmarł                | Czas rządów | Rodzice                                       |
| -- | ----------------------- |  | -------- | -------------------- | ----------- | --------------------------------------------- |
| 12 | Henryk VII Heinrich VII |  | ok. 1005 | 16 października 1047 | 1042–1047   | Fryderyk, hrabia Moselgau Irmtruda z Wetterau |

### Ezzonidzi
| #  | Imię     |  | Urodzony | Zmarł          | Czas rządów | Rodzice                               |
| -- | -------- |  | -------- | -------------- | ----------- | ------------------------------------- |
| 13 | Konrad I |  | ok. 1020 | 5 grudnia 1055 | 1049–1053   | Ludolf Lotaryński Matylda von Zütphen |

### Dynastia salicka
| #  | Imię                      |  | Urodzony                             | Zmarł                       | Czas rządów | Rodzice                               |
| -- | ------------------------- |  | ------------------------------------ | --------------------------- | ----------- | ------------------------------------- |
| 14 | Henryk VIII Heinrich VIII |  | 11 listopada 1050 Goslar             | 7 sierpnia 1106 Liège       | 1053–1054   | Henryk III Salicki Agnieszka z Poitou |
| 15 | Konrad II                 |  | wrzesień/październik 1052 Regensburg | 10 kwietnia 1055 Regensburg | 1054–1055   | Henryk III Salicki Agnieszka z Poitou |
| 14 | Henryk VIII Heinrich VIII |  | 11 listopada 1050 Goslar             | 7 sierpnia 1106 Liège       | 1055–1061   | Henryk III Salicki Agnieszka z Poitou |

### Supplinburgowie
| #  | Imię                           |  | Urodzony | Zmarł            | Czas rządów | Rodzice                  |
| -- | ------------------------------ |  | -------- | ---------------- | ----------- | ------------------------ |
| 16 | Otton II Otto II. von Northeim |  | ok. 1020 | 11 stycznia 1083 | 1061–1070   | Benno z Northeimu Eilika |

### Welfowie
| #  | Imię   |  | Urodzony  | Zmarł                  | Czas rządów | Rodzice                                  |
| -- | ------ |  | --------- | ---------------------- | ----------- | ---------------------------------------- |
| 17 | Welf I |  | 1030/1040 | 9 listopada 1101 Pafos | 1070–1077   | Albert Azzo II d’Este Cuniza von Altdorf |

### Dynastia salicka
| #  | Imię                      |  | Urodzony                 | Zmarł                 | Czas rządów | Rodzice                               |
| -- | ------------------------- |  | ------------------------ | --------------------- | ----------- | ------------------------------------- |
| 14 | Henryk VIII Heinrich VIII |  | 11 listopada 1050 Goslar | 7 sierpnia 1106 Liège | 1077–1096   | Henryk III Salicki Agnieszka z Poitou |

### Welfowie
| #  | Imię                                       |  | Urodzony  | Zmarł                             | Czas rządów | Rodzice                                  |
| -- | ------------------------------------------ |  | --------- | --------------------------------- | ----------- | ---------------------------------------- |
| 17 | Welf I                                     |  | 1030/1040 | 9 listopada 1101 Pafos            | 1096–1101   | Albert Azzo II d’Este Cuniza von Altdorf |
| 18 | Welf II                                    |  | 1072      | 24 września 1120 Kaufering        | 1101–1120   | Welf I Judyta Flandryjska                |
| 19 | Henryk IX Czarny Heinrich IX. der Schwarze |  | 1075      | 13 grudnia 1126 Ravensburg        | 1120–1126   | Welf I Judyta Flandryjska                |
| 20 | Henryk X Pyszny Heinrich X. der Stolze     |  | ok. 1108  | 20 października 1139 Kwedlingburg | 1126–1139   | Henryk IX Czarny Wulfhilda Saska         |

### Babenbergowie
| #  | Imię                                           |  | Urodzony    | Zmarł                              | Czas rządów | Rodzice                                     |
| -- | ---------------------------------------------- |  | ----------- | ---------------------------------- | ----------- | ------------------------------------------- |
| 21 | Leopold IV Szczodry Leopold IV. der Freigebige |  | ok. 1108    | 18 października 1141 Niederaltaich | 1139–1141   | Leopold III Święty Agnieszka von Waiblingen |
| 22 | Henryk XI Jasomirgott Heinrich XI. Jasomirgott |  | 1109 Wiedeń | 13 stycznia 1177 Wiedeń            | 1141–1156   | Leopold III Święty Agnieszka von Waiblingen |

### Welfowie
| #  | Imię                                  |  | Urodzony        | Zmarł                     | Czas rządów | Rodzice                                 |
| -- | ------------------------------------- |  | --------------- | ------------------------- | ----------- | --------------------------------------- |
| 23 | Henryk XII Lew Heinrich XII. der Löwe |  | 1129 Ravensburg | 6 sierpnia 1195 Brunszwik | 1156–1180   | Henryk X Pyszny Gertruda z Supplinburga |

### Wittelsbachowie
| #  | Imię              |  | Urodzony                | Zmarł                      | Czas rządów | Rodzice                                     |
| -- | ----------------- |  | ----------------------- | -------------------------- | ----------- | ------------------------------------------- |
| 24 | Otton I Otto I    |  | 1117 Kelheim            | 11 lipca 1183 Pfullendorf  | 1180–1183   | Otton IV Wittelsbach Heilika von Pettendorf |
| 25 | Ludwik I Ludwig I |  | 23 grudnia 1174 Kelheim | 15 września 1231 Kelheim   | 1183–1231   | Otton I Bawarski Agnieszka von Loon         |
| 26 | Otton II Otto II  |  | 7 kwietnia 1206 Kelheim | 29 listopada 1253 Landshut | 1231–1253   | Ludwik I Bawarski Ludmiła Czeska            |

## Pierwsze rozbicie 1253–1340
Po śmierci Ottona II Bawaria została podzielona między jego dwóch synów. Aż do XVI w. kraj był często podzielony.

### Dolna Bawaria
| # | Imię                             |  | Urodzony                     | Zmarł                        | Czas rządów | Rodzice                                     |
| - | -------------------------------- |  | ---------------------------- | ---------------------------- | ----------- | ------------------------------------------- |
| 1 | Henryk XIII Heinrich XIII        |  | 19 listopada 1235            | 3 lutego 1290 Burghausen     | 1253–1290   | Otton II Bawarski Agnieszka Brunszwicka     |
| 2 | Otton III Otto III               |  | 11 lutego 1261 Burghausen    | 9 listopada 1312 Landshut    | 1290–1312   | Henryk XIII Bawarski Elżbieta Węgierska     |
| 3 | Ludwik III Ludwig III            |  | 9 października 1269 Landshut | 9 października 1296 Landshut | 1290–1296   | Henryk XIII Bawarski Elżbieta Węgierska     |
| 4 | Stefan I Stephan I               |  | 14 marca 1271 Landshut       | 10 grudnia 1310 Landshut     | 1290–1310   | Henryk XIII Bawarski Elżbieta Węgierska     |
| 5 | Henryk XIV Heinrich XIV          |  | 29 września 1305             | 1 września 1339 Landshut     | 1310–1339   | Stefan I Bawarski Judyta świdnicka          |
| 6 | Otton IV Otto IV                 |  | 3 stycznia 1307              | 14 grudnia 1334 Monachium    | 1310–1334   | Stefan I Bawarski Judyta świdnicka          |
| 7 | Henryk XV Heinrich XV            |  | 28 sierpnia 1312             | 18 czerwca 1333 Natternberg  | 1312–1333   | Otto III Bawarski Agnieszka głogowska       |
| 8 | Jan I Dziecię Johann I. das Kind |  | 29 listopada 1329            | 20 grudnia 1340 Landshut     | 1339–1340   | Henryk XIV Bawarski Małgorzata Luksemburska |

### Górna Bawaria
| # | Imię                             |  | Urodzony                    | Zmarł                                 | Czas rządów | Rodzice                                 |
| - | -------------------------------- |  | --------------------------- | ------------------------------------- | ----------- | --------------------------------------- |
| 1 | Ludwik II Ludwig II. der Strenge |  | 13 kwietnia 1229 Heidelberg | 2 lutego 1294 Heidelberg              | 1253–1294   | Otton II Bawarski Agnieszka Brunszwicka |
| 2 | Rudolf I                         |  | 4 października 1274 Bazylea | 12 sierpnia 1319                      | 1294–1317   | Ludwik II Matylda Habsburg              |
| 3 | Ludwik IV Ludwig IV              |  | 1 kwietnia 1282 Monachium   | 11 października 1347 Fürstenfeldbruck | 1294–1347   | Ludwik II Matylda Habsburg              |

## Książęta Bawarii 1340–1375
Po śmierci ostatniego księcia Dolnej Bawarii, Ludwik IV (cesarz) zjednoczył Bawarię
| # | Imię                                               |  | Urodzony                         | Zmarł                                 | Czas rządów | Rodzice                                    |
| - | -------------------------------------------------- |  | -------------------------------- | ------------------------------------- | ----------- | ------------------------------------------ |
| 1 | Ludwik IV Ludwig IV                                |  | 1 kwietnia 1282 Monachium        | 11 października 1347 Fürstenfeldbruck | 1340–1347   | Ludwik II Matylda Habsburg                 |
| 2 | Ludwik V Brandenburski Ludwig V. der Brandenburger |  | maj 1315                         | 18 września 1361 Zorneding            | 1347–1349   | Ludwik IV Bawarski Beatrycze świdnicka     |
| 3 | Stefan II Stephan II. mit der Hafte                |  | 1319                             | 13 maja 1375 Landshut                 | 1347–1349   | Ludwik IV Bawarski Beatrycze świdnicka     |
| 4 | Ludwik VI Rzymski Ludwig VI der Römer              |  | 7 maja 1328 Rzym                 | 17 maja 1365 Berlin                   | 1347–1349   | Ludwik IV Bawarski Małgorzata II z Hainaut |
| 5 | Wilhelm I                                          |  | 12 maja 1330 Frankfurt nad Menem | 15 kwietnia 1389 Le Quesnoy           | 1347–1349   | Ludwik IV Bawarski Małgorzata II z Hainaut |
| 6 | Albrecht I                                         |  | 25 lipca 1336 Monachium          | 13 grudnia 1404 Haga                  | 1347–1349   | Ludwik IV Bawarski Małgorzata II z Hainaut |
| 7 | Otto V Leniwy Otto V. der Faule                    |  | 1346                             | 15 listopada 1379 Burg Wolfstein      | 1347–1349   | Ludwik IV Bawarski Małgorzata II z Hainaut |

## Drugie rozbicie 1375–1503
W 1349 synowie Ludwika IV ponownie podzielili księstwo na Górną i Dolną Bawarię

### Górna Bawaria
| # | Imię                                          |  | Urodzony               | Zmarł                            | Czas rządów | Rodzice                                    |
| - | --------------------------------------------- |  | ---------------------- | -------------------------------- | ----------- | ------------------------------------------ |
| 1 | Ludwik V Bawarski Ludwig V. der Brandenburger |  | maj 1315               | 18 września 1361 Zorneding       | 1349–1361   | Ludwik IV Bawarski Beatrycze świdnicka     |
| 2 | Ludwik VI Rzymski Ludwig VI der Römer         |  | 7 maja 1328 Rzym       | 17 maja 1365 Berlin              | 1349–1351   | Ludwik IV Bawarski Małgorzata II z Hainaut |
| 3 | Otto V Leniwy Otto V. der Faule               |  | 1346                   | 15 listopada 1379 Burg Wolfstein | 1349–1351   | Ludwik IV Bawarski Małgorzata II z Hainaut |
| 4 | Meinhard                                      |  | 9 lutego 1344 Landshut | 13 stycznia 1363 Meran           | 1361–1363   | Ludwik V Bawarski Małgorzata Maultasch     |

Górna Bawaria podzielona między pozostałe bawarskie księstwa.

### Dolna Bawaria
| # | Imię                                |  | Urodzony                         | Zmarł                       | Czas rządów | Rodzice                                    |
| - | ----------------------------------- |  | -------------------------------- | --------------------------- | ----------- | ------------------------------------------ |
| 1 | Stefan II Stephan II. mit der Hafte |  | 1319                             | 13 maja 1375 Landshut       | 1349–1353   | Ludwik IV Bawarski Beatrycze świdnicka     |
| 2 | Wilhelm I                           |  | 12 maja 1330 Frankfurt nad Menem | 15 kwietnia 1389 Le Quesnoy | 1349–1353   | Ludwik IV Bawarski Małgorzata II z Hainaut |
| 3 | Albrecht I                          |  | 25 lipca 1336 Monachium          | 13 grudnia 1404 Haga        | 1349–1353   | Ludwik IV Bawarski Małgorzata II z Hainaut |

Dolna Bawaria została podzielona na Bawarię-Landshut i Bawarię-Straubing

### Bawaria-Landshut
| # | Imię                                       |  | Urodzony                  | Zmarł                            | Czas rządów | Rodzice                                 |
| - | ------------------------------------------ |  | ------------------------- | -------------------------------- | ----------- | --------------------------------------- |
| 1 | Stefan II Stephan II. mit der Hafte        |  | 1319                      | 13 maja 1375 Landshut            | 1353–1375   | Ludwik IV Bawarski Beatrycze świdnicka  |
| 2 | Stefan III Stephan III der Kneißl          |  | 1337                      | 26 września 1413 Niederschönfeld | 1375–1392   | Stefan II Elżbieta Sycylijska           |
| 3 | Fryderyk Friedrich der Weise               |  | 1339                      | 4 grudnia 1393 Budweis           | 1375–1393   | Stefan II Elżbieta Sycylijska           |
| 4 | Jan II Johann II                           |  | 1341                      | 1397 Monachium                   | 1375–1392   | Stefan II Elżbieta Sycylijska           |
| 5 | Henryk XVI Bogaty Heinrich XVI. der Reiche |  | 1386                      | 30 lipca 1450 Landshut           | 1393–1450   | Fryderyk Bawarski Magdalena Visconti    |
| 6 | Ludwik IX Bogaty Ludwig IX. der Reiche     |  | 23 lutego 1417 Burghausen | 18 stycznia 1479 Landshut        | 1450–1479   | Henryk XVI Bawarski Małgorzata Habsburg |
| 7 | Jerzy Bogaty Georg der Reiche              |  | 15 sierpnia 1455 Landshut | 1 grudnia 1503 Ingolstadt        | 1479–1503   | Ludwik IX Bogaty Amalia Saska           |

### Bawaria-Straubing
| # | Imię               |  | Urodzony                         | Zmarł                       | Czas rządów | Rodzice                                    |
| - | ------------------ |  | -------------------------------- | --------------------------- | ----------- | ------------------------------------------ |
| 1 | Wilhelm I          |  | 12 maja 1330 Frankfurt nad Menem | 15 kwietnia 1389 Le Quesnoy | 1353–1389   | Ludwik IV Bawarski Małgorzata II z Hainaut |
| 2 | Albrecht I         |  | 25 lipca 1336 Monachium          | 13 grudnia 1404 Haga        | 1353–1404   | Ludwik IV Bawarski Małgorzata II z Hainaut |
| 3 | Albrecht II        |  | 1368                             | 21 stycznia 1397 Kelheim    | 1389–1397   | Albrecht I Bawarski Małgorzata Brzeska     |
| 4 | Wilhelm II         |  | 5 kwietnia 1365 Haga             | 31 maja 1417 Bouchain       | 1404–1417   | Albrecht I Bawarski Małgorzata Brzeska     |
| 5 | Jan III Johann III |  | 1374 Le Quesnoy                  | 6 stycznia 1425 Haga        | 1417–1425   | Albrecht I Bawarski Małgorzata Brzeska     |

Bawaria-Straubing została podzielona między inne bawarskie księstwa.

### Bawaria-Ingolstadt
Wydzielona z Bawarii-Landshut.
| # | Imię                                       |  | Urodzony              | Zmarł                            | Czas rządów | Rodzice                        |
| - | ------------------------------------------ |  | --------------------- | -------------------------------- | ----------- | ------------------------------ |
| 1 | Stefan III Stephan III der Kneißel         |  | 1337                  | 26 września 1413 Niederschönfeld | 1392–1413   | Stefan II Elżbieta Sycylijska  |
| 2 | Ludwik VII Brodaty Ludwig VII. der Bärtige |  | 20 grudnia 1365       | 1 maja 1447 Burghausen           | 1413–1447   | Stefan III Taddea Visconti     |
| 3 | Ludwik VIII Ludwig VIII der Höckrige       |  | 1 września 1403 Paryż | 7 kwietnia 1445 Ingolstadt       | 1443–1445   | Ludwik VII Brodaty Anna Burbon |

Bawaria-Ingolstadt połączona z Bawarią-Landshut.

### Bawaria-Monachium
Wydzielona z Bawarii-Landshut.
| # | Imię                                     |  | Urodzony                      | Zmarł                               | Czas rządów | Rodzice                           |
| - | ---------------------------------------- |  | ----------------------------- | ----------------------------------- | ----------- | --------------------------------- |
| 1 | Jan II Johann II                         |  | 1341                          | 1397 Monachium                      | 1392–1397   | Stefan II Elżbieta Sycylijska     |
| 2 | Ernest Ernst                             |  | 1373 Monachium                | 2 lipca 1438 Monachium              | 1397–1438   | Jan II Katarzna z Gorycji         |
| 3 | Wilhelm III                              |  | 1375 Monachium                | 12 września 1435 Monachium          | 1397–1435   | Jan II Katarzyna z Gorycji        |
| 4 | Albrecht III Albrecht III. der Fromme    |  | 27 marca 1401 Monachium       | 29 lutego 1460 Monachium            | 1438–1460   | Ernest Bawarski Elżbieta Visconti |
| 5 | Jan IV Johann IV. der Wahrhaftige        |  | 4 października 1437 Monachium | 18 listopada 1463 Munich-Haidhausen | 1460–1463   | Albrecht III Anna Brunszwicka     |
| 6 | Zygmunt Sigismund                        |  | 26 lipca 1439 Straubing       | 1 lutego 1501 Blutenburg            | 1460–1467   | Albrecht III Anna Brunszwicka     |
| 7 | Albrecht IV Mądry Albrecht IV. der Weise |  | 15 grudnia 1447 Monachium     | 18 marca 1508 Monachium             | 1463–1508   | Albrecht III Anna Brunszwicka     |

### Bawaria-Dachau
Wydzielona z Bawarii-Monachium.
| # | Imię              |  | Urodzony                | Zmarł                    | Czas rządów | Rodzice                       |
| - | ----------------- |  | ----------------------- | ------------------------ | ----------- | ----------------------------- |
| 1 | Zygmunt Sigismund |  | 26 lipca 1439 Straubing | 1 lutego 1501 Blutenburg | 1467–1501   | Albrecht III Anna Brunszwicka |

## Książęta Bawarii 1503–1623
| # | Imię                                     |  | Urodzony                    | Zmarł                             | Czas rządów | Rodzice                                      |
| - | ---------------------------------------- |  | --------------------------- | --------------------------------- | ----------- | -------------------------------------------- |
| 1 | Albrecht IV Mądry Albrecht IV. der Weise |  | 15 grudnia 1447 Monachium   | 18 marca 1508 Monachium           | 1504–1508   | Albrecht III Anna Brunszwicka-Grubenhagen    |
| 2 | Wilhelm IV                               |  | 13 listopada 1493 Monachium | 7 marca 1550 Monachium            | 1508–1550   | Albrecht IV Mądry Kunegunda Habsburg         |
| 3 | Ludwik X Ludwig X                        |  | 18 września 1495 Grünwald   | 22 kwietnia 1545 Landshut         | 1516–1545   | Albrecht IV Mądry Kunegunda Habsburg         |
| 4 | Albrecht V                               |  | 29 lutego 1528 Monachium    | 24 października 1579 Monachium    | 1550–1579   | Wilhelm IV Bawarski Maria von Baden-Sponheim |
| 5 | Wilhelm V Pobożny Wilhelm V. der Fromme  |  | 29 września 1548 Landshut   | 7 lutego 1626 Schloss Schleißheim | 1579–1597   | Albrecht V Bawarski Anna Habsburżanka        |
| 6 | Maksymilian I Maximilian I               |  | 17 kwietnia 1573 Monachium  | 27 września 1651 Ingolstadt       | 1597–1623   | Wilhelm V Pobożny Renata Lotaryńska          |

## Elektorzy Bawarii1623–1805
W 1623 książę Maksymilian otrzymał tytuł elektora, po elektorze Palatynatu, który popadł w niełaskę.
| #  | Imię                                          |  | Urodzony                       | Zmarł                              | Czas rządów | Rodzice                                                    |
| -- | --------------------------------------------- |  | ------------------------------ | ---------------------------------- | ----------- | ---------------------------------------------------------- |
| 6  | Maksymilian I Maximilian I                    |  | 17 kwietnia 1573 Monachium     | 27 września 1651 Ingolstadt        | 1623–1651   | Wilhelm V Bawarski Renata Lotaryńska                       |
| 7  | Ferdynand Maria Ferdinand Maria               |  | 31 października 1636 Monachium | 26 maja 1679 Schloss Schleißheim   | 1651–1679   | Maksymilian I Bawarski Maria Anna Habsburżanka             |
| 8  | Maksymilian II Emanuel Maximilian II. Emanuel |  | 11 lipca 1662 Monachium        | 26 lutego 1726 Monachium           | 1679–1726   | Ferdynand Maria Bawarski Henrietta Adelajda Sabaudzka      |
| 9  | Karol I Albrecht Karl I. Albrecht             |  | 6 sierpnia 1697 Bruksela       | 20 stycznia 1745 Monachium         | 1726–1745   | Maksymilian II Emanuel Teresa Kunegunda Sobieska           |
| 10 | Maksymilian III Józef Maximilian III. Joseph  |  | 28 marca 1727 Monachium        | 30 grudnia 1777 Monachium          | 1745–1777   | Karol I Albrecht Maria Amalia Habsburg                     |
| 11 | Karol II Teodor Karl II. Theodor              |  | 12 grudnia 1724 Drogenbos      | 16 lutego 1799 Schloss Nymphenburg | 1777–1799   | Jan Christian Wittelsbach Maria Anna de La Tour d'Auvergne |
| 12 | Maksymilian IV Józef Maximilian IV. Joseph    |  | 27 maja 1756 Mannheim          | 13 października 1825 Monachium     | 1799–1805   | Fryderyk Michał Wittelsbach Maria Franciszka Wittelsbach   |

## Królowie Bawarii1806–1918
Po rozwiązaniu Cesarstwa Rzymskiego dotychczasowi elektorzy przyjęli tytuły królów. Tak samo stało się w Bawarii.
| #  | Imię                                     |  | Urodzony                     | Zmarł                                    | Czas rządów | Rodzice                                                             |
| -- | ---------------------------------------- |  | ---------------------------- | ---------------------------------------- | ----------- | ------------------------------------------------------------------- |
| 12 | Maksymilian I Józef Maximilian I. Joseph |  | 27 maja 1756 Mannheim        | 13 października 1825 Monachium           | 1806–1825   | Fryderyk Michał Wittelsbach Maria Franciszka Wittelsbach            |
| 13 | Ludwik I Ludwig I                        |  | 25 sierpnia 1786 Strasbourg  | 29 lutego 1868 Nicea                     | 1825–1848   | Maksymilian I Józef Wittelsbach Augusta Wilhelmina Hessen-Darmstadt |
| 14 | Maksymilian II Maximilian II             |  | 28 listopada 1811 Monachium  | 10 marca 1864 Monachium                  | 1848–1864   | Ludwik I Wittelsbach Teresa Sachsen-Hildburghausen                  |
| 15 | Ludwik II Ludwig II                      |  | 25 sierpnia 1845 Nymphenburg | 13 czerwca 1886 jezioro Starnberg        | 1864–1886   | Maksymilian II (król Bawarii) Maria Fryderyka Pruska                |
| 16 | Otton I Otto I                           |  | 27 kwietnia 1848 Monachium   | 11 października 1916 Schloss Fürstenried | 1886–1913   | Maksymilian II (król Bawarii) Maria Fryderyka Pruska                |
| 17 | Ludwik III Ludwig III                    |  | 7 stycznia 1845 Monachium    | 18 października 1921 Sárvár              | 1913–1918   | Luitpold Wittelsbach Augusta Ferdynanda Habsburg                    |